# Biały Kruk (wydawnictwo)
Biały Kruk Sp. z o.o. – polskie wydawnictwo książkowe, założone w 1996 roku przez Leszka Sosnowskiego.

## Działalność

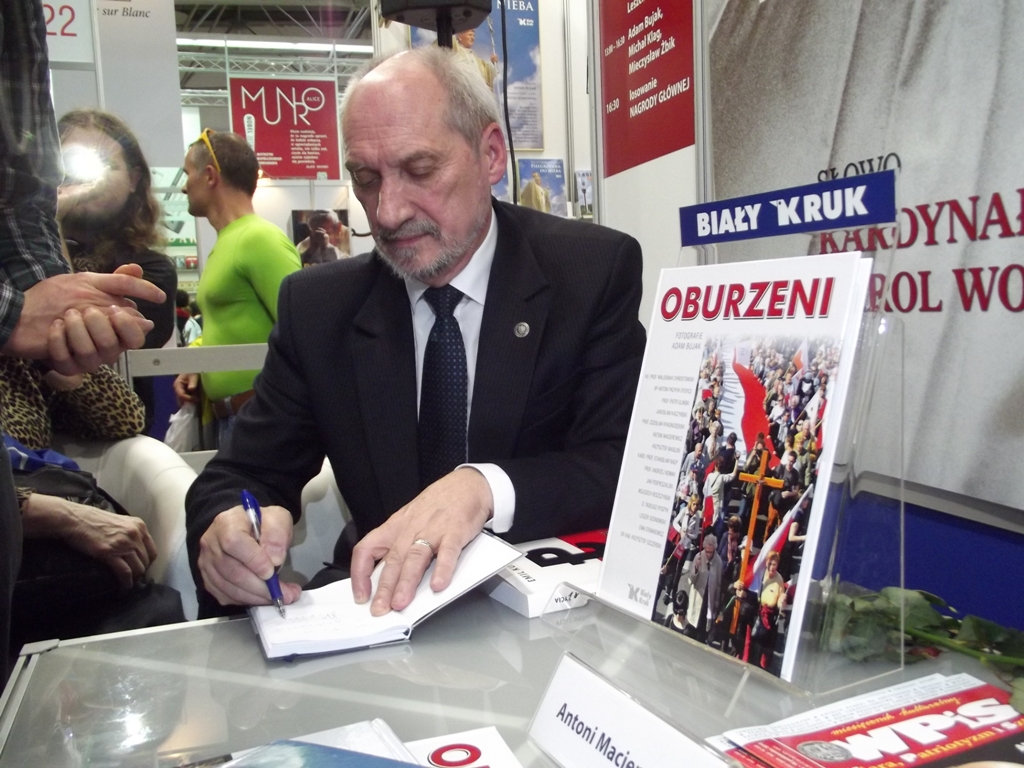
Antoni Macierewicz na stoisku Białego Kruka

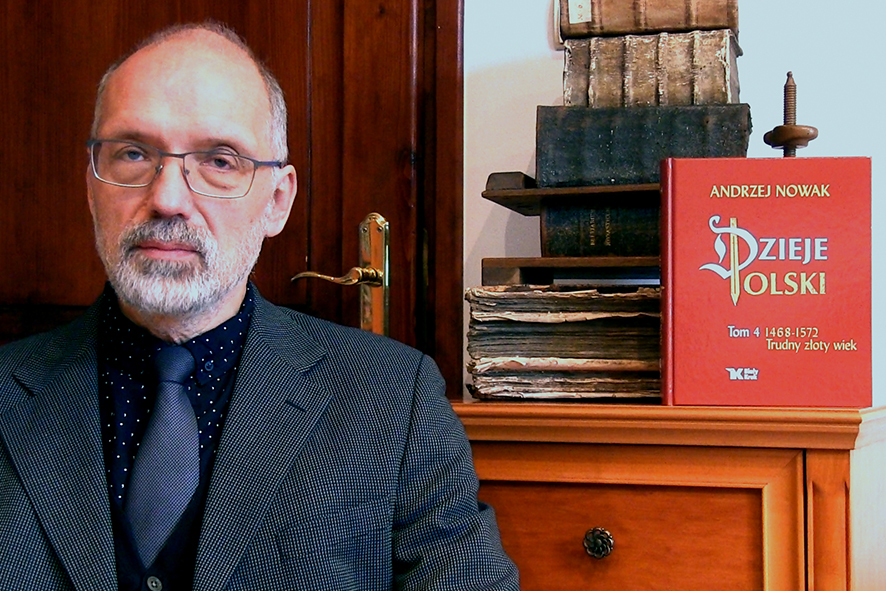
Prof. Andrzej Nowak z Dziejami Polski wydanymi przez wydawnictwo Biały Kruk

Specjalizuje się w książkach o zróżnicowanej tematyce historycznej, społecznej, religijnej, politycznej i cywilizacyjnej:
- nauczanie i dzieło Jana Pawła II – ponad 90 albumów i książek (np. 27-tomowa seria Dzieje Wielkiego Pontyfikatu Jana Pawła II, Tryptyk rzymski. Poezje zebrane, Promieniowanie świętości, Karol Wojtyła. Przyjaciel, Kardynał, Papież, Jan Paweł II. Syn tej ziemi, Jan Paweł II. Dzień po dniu, Pielgrzymki polskie, Pielgrzymki światowe, Wstańcie, chodźmy!, Znak, któremu sprzeciwiać się będą);
- pontyfikat Benedykta XVI (np. Kraina Benedykta XVI, Z serca błogosławię, Kto wierzy, nigdy nie jest sam);
- Polska i jej regiony (np. Światowe dziedzictwo. Polska na Liście UNESCO, Polska szlakiem Jana Pawła II, Królewski Kraków, Wawel. Katedra i zamek, Warszawa. Stolica niezłomna, Polska. Dom tysiącletniego narodu, Mazury. Skarby przyrody i architektury, Tatry. Cztery pory roku);
- sanktuaria i życie Kościoła (np. Niezłomni. Wspólne dzieje kardynała Wojtyły i Prymasa Tysiąclecia, Lourdes. Stolica cudów, Ars. Dzieje życia św. Jana Marii Vianneya, Fatima z Janem Pawłem II, Jasna Góra. Częstochowa, Kalwaria, Słowo Boże z Łagiewnik);
- Europa (np. Łaska pielgrzymowania. Santiago de Compostela, Serce Litwy);
- biografie (np. Ksiądz Jerzy Popiełuszko. 1947-1984, walka, męczeństwo, pamięć, Prawy i Sprawiedliwy Święty Ojciec Pio);
- książki dla dzieci i młodzieży (np. Opowiem ci o Jezusie, Błogosławieni, czyli szczęśliwi, Droga do Boga, Św. Proboszcz z Ars);
- encyklopedie i leksykony (np. Encyklopedia kina, Światowa encyklopedia filmu religijnego);
- albumy poetyckie (np. Poezje zebrane – Tryptyk Rzymski, Requiem dla Jana Pawła II, Podróżne);
- sport (np. Wisła Kraków. Piękno i dramat sportu, Małysz. Bogu dziękuję);
- zagrożenia (np. Mroki nienawiści. Męczeństwo chrześcijan XX wieku, Opuszczeni bohaterowie Powstania Warszawskiego)
- albumy historyczne (np. Chwała Grunwaldu, Hołd Katyński, Ojczyzna Ocalona);
- serie tematyczne (np. 4 tomowa kolekcja „Krzyż Polski”).
- podręczniki, w tym kontrowersyjna 1945–1979. Historia i teraźniejszość

Publikacje wydawnictwa posiadają często wiele wersji językowych (jęz. angielski, niemiecki, włoski, francuski, rosyjski, hiszpański, węgierski, szwedzki, bułgarski). Najwięcej wydań obcojęzycznych (7) ma album Auschwitz. Rezydencja śmierci.
Wydawnictwo zajmuje się także organizacją wystaw plenerowych (m.in. Pielgrzymki polskie, Adam Bujak, Polska, 2003–08; Kraków Jana Pawła II, Adam Bujak, Kraków 2007; Syn tej ziemi, Adam Bujak, Ryszard Rzepecki, Warszawa, 2009) oraz produkcją filmów (m.in. Dar Bożego Miłosierdzia, Przyjaciel Boga, Papież rodem z Bawarii).
Biały Kruk współpracuje z Muzeami Watykańskimi w realizacji międzynarodowego projektu Monumenta Vaticana Selecta, prezentującego sztukę Stolicy Apostolskiej. W ramach serii ukazały się Kaplica Sykstyńska na nowo odkryta oraz Rafael w Watykanie.

## Autorzy
Do publikowanych przez wydawnictwo autorów należą papieże Jan Paweł II i Benedykt XVI, Władysław Bartoszewski, Halina Birenbaum, Adam Bujak, Waldemar Bzura, bp Antoni Długosz, Leszek Długosz, Tadeusz Lubelski, kard. Franciszek Macharski, Arturo Mari, kard. Stanisław Nagy, Ryszard Rzepecki, Marek Skwarnicki, Jolanta Sosnowska, Leszek Sosnowski, Gabriel Turowski, Andrzej Nowak, Wojciech Roszkowski, Janusz Szewczak, Krzysztof Ożóg, Krzysztof Szczerski, Wojciech Polak, Jerzy Kłosiński, Jan Żaryn, abp Marek Jędraszewski, Czesław Ryszka i inni.

## Wyróżnienia
- Nagroda Stowarzyszenia Wydawców Katolickich Feniks (nagroda SWK): 
  - 1999 za albumowe wydania poezji Karola Wojtyły Pieśń o Bogu ukrytym oraz Narodziny wyznawców (kategoria: najpiękniejsza książka katolicka)
  - 2004 za album Poezje zebrane. Tryptyk rzymski
  - 2011 za Dzieje wielkiego pontyfikatu... (kategoria: Feniks Specjalny)[1][2].
- Książka Roku Magazynu Literackiego „Książki”:
  - 2003 za Encyklopedia kina
  - 2005 za Jan Paweł II dzień po dniu. Ilustrowane Kalendarium Wielkiego Pontyfikatu 1978-2005
  - 2006 za Kraina Benedykta XVI
  - 2008 za Kaplica Sykstyńska na nowo odkryta
  - 2009 za Ars. Dzieje życia św. Jana Marii Vianneya (kategoria: albumy)[3]
- Nagroda Międzynarodowego Festiwalu filmów Niepokalanów we Wrocławiu:
  - 2003 II Nagroda ex aequo (kategoria: filmy dokumentalne) za Dar Bożego Miłosierdzia[4]
- Lider Europy 2005 – Nagroda Centrum Badań nad Rynkiem Książki, będącego oddziałem spółki Biblioteka Analiz, wydawcy Magazynu Literackiego „Książki”[5]
- Nagroda Stowarzyszenia Gmin i Powiatów Małopolski Najlepsze Przedsięwzięcie Roku w Małopolsce – Lider Małopolski 2005 ex aequo z 10 innymi instytucjami i projektami[6]
- Medal „Pro Bono Poloniae” (2023)[7]
- Nagroda Totus Tuus 2011 i tytuł Wydawcy Dekady 2001–2010 (kategoria: Propagowanie nauczania Ojca Świętego Jana Pawła II)[8]